# Brantôme en Périgord
Pour les articles homonymes, voir Brantôme.
Brantôme-en-Périgord est une commune du Sud-Ouest de la France, située dans le département de la Dordogne, en région Nouvelle-Aquitaine. Elle a été créée le 1er janvier 2016, sous le statut de commune nouvelle, en regroupant les deux anciennes communes de Brantôme et de Saint-Julien-de-Bourdeilles, puis a absorbé le 1er janvier 2019, six autres anciennes communes : Cantillac, Eyvirat, La Gonterie-Boulouneix, Saint-Crépin-de-Richemont, Sencenac-Puy-de-Fourches et Valeuil.
En 2017, Brantôme réintègre l'association Les Plus Beaux Détours de France, adhésion transférée à Brantôme-en-Périgord.

## Géographie
- 1Carte dynamique
- 2Carte OpenStreetMap
- 3Carte topographique

Au 1er janvier 2016, Brantôme-en-Périgord est composée des anciennes communes de Brantôme et Saint-Julien-de-Bourdeilles.
Au 1er janvier 2019, son périmètre s'élargit avec l'arrivée de six autres anciennes communes : Cantillac, Eyvirat, La Gonterie-Boulouneix, Saint-Crépin-de-Richemont, Sencenac-Puy-de-Fourches et Valeuil. Avec 133,33 km2, elle devient alors la deuxième commune la plus étendue de la Dordogne, derrière Mareuil en Périgord.
L'altitude minimale, 92 mètres, se situe au sud-ouest, en amont du barrage du Capinet (territoire de Valeuil), là où la Dronne quitte le territoire communal et continue sur celui de Bourdeilles. L'altitude maximale avec 246 mètres est localisée au nord-ouest, au lieu-dit Puyssegné (territoire de Saint-Crépin-de-Richemont).

### Communes limitrophes
En 2019, Brantôme-en-Périgord est limitrophe de quatorze autres communes, dont Mareuil en Périgord en deux endroits disjoints — à l'ouest et au nord-ouest — séparés par la commune de Saint-Félix-de-Bourdeilles.
| Saint-Front-sur-Nizonne, Mareuil en Périgord    | La Chapelle-Montmoreau, Saint-Pancrace | Champagnac-de-Belair, Condat-sur-Trincou |
| Saint-Félix-de-Bourdeilles, Mareuil en Périgord | Brantôme-en-Périgord                   | La Chapelle-Faucher                      |
| Paussac-et-Saint-Vivien, Bourdeilles            | Biras — Château-l'Évêque               | Saint-Front-d'Alemps, Agonac             |

### Géologie et relief

#### Géologie
Situé sur la plaque nord du Bassin aquitain et bordé à son extrémité nord-est par une frange du Massif central, le département de la Dordogne présente une grande diversité géologique. Les terrains sont disposés en profondeur en strates régulières, témoins d'une sédimentation sur cette ancienne plate-forme marine. Le département peut ainsi être découpé sur le plan géologique en quatre gradins différenciés selon leur âge géologique. Brantôme-en-Périgord est située dans le troisième gradin à partir du nord-est, un plateau formé de calcaires hétérogènes du Crétacé.
Les couches affleurantes sur le territoire communal sont constituées de formations superficielles du Quaternaire et de roches sédimentaires datant pour certaines du Cénozoïque, et pour d'autres du Mésozoïque. La formation la plus ancienne, notée c2b, date du Turonien inférieur à moyen, composée de calcaire graveleux, puis calcaires crayeux bioclastiques à rudistes passant latéralement à des calcarénites. La formation la plus récente, notée CFp, fait partie des formations superficielles de type colluvions indifférenciées de versant, de vallon et plateaux issues d'alluvions, molasses, altérites. Le descriptif de ces couches est détaillé dans  les feuilles « no 734 - Nontron » et « no 758 - Périgueux (ouest) » de la carte géologique au 1/50 000 de la France métropolitaine, et leurs notices associées,.

Carte géologique de Brantôme-en-Périgord.

#### Relief et paysages
Le département de la Dordogne se présente comme un vaste plateau incliné du nord-est (491 m, à la forêt de Vieillecour dans le Nontronnais, à Saint-Pierre-de-Frugie) au sud-ouest (2 m à Lamothe-Montravel). L'altitude du territoire communal varie quant à elle entre 92 m et 246 m.
Dans le cadre de la Convention européenne du paysage entrée en vigueur en France le 1er juillet 2006, renforcée par la loi du 8 août 2016 pour la reconquête de la biodiversité, de la nature et des paysages, un atlas des paysages de la Dordogne a été élaboré sous maîtrise d’ouvrage de l’État et publié en octobre 2020. Les paysages du département s'organisent en huit unités paysagères et 14 sous-unités. La commune fait partie du Périgord central, un paysage vallonné, aux horizons limités par de nombreux bois, plus ou moins denses, parsemés de prairies et de petits champs.
La superficie cadastrale de la commune publiée par l'Insee, qui sert de référence dans toutes les statistiques, est de 133,33 km2,.

### Hydrographie

#### Réseau hydrographique
La commune est située dans le bassin de la Dordogne au sein du Bassin Adour-Garonne. Elle est drainée par la Dronne, la Côle, le Boulou, le Belaygue, le Libourny, le Jallieu, la Paulette et divers petits cours d'eau, qui constituent un réseau hydrographique de 62 km de longueur totale,,,.
La Dronne, d'une longueur totale de 200,56 km, prend sa source dans la Haute-Vienne dans la commune de Bussière-Galant et se jette en rive droite de l'Isle — dont elle est le principal affluent — à Coutras en Gironde, au lieu-dit la Fourchée, face à la commune de Sablons,. Elle traverse le territoire communal de l'est au sud-ouest sur seize kilomètres dont un kilomètre et demi servant de limite territoriale en deux tronçons, face à Condat-sur-Trincou et Bourdeilles.
La Côle, d'une longueur totale de 51,53 km, prend sa source dans la commune de Firbeix et se jette dans la Dronne en rive gauche, en limite de Brantôme-en-Périgord et de Condat-sur-Trincou. Elle borde la commune à l'est sur plus d'un kilomètre et demi, face à Condat-sur-Trincou.
Le Boulou, d'une longueur totale de 23,94 km, prend sa source dans la commune de Sceau-Saint-Angel et se jette dans la Dronne en rive droite en limite de Bourdeilles et de Creyssac,. Il arrose la commune sur quatorze kilomètres et demi dont près de quatre kilomètres servent de limite naturelle en quatre tronçons, face à Saint-Félix-de-Bourdeilles, Mareuil en Périgord et Paussac-et-Saint-Vivien.
Le Belaygue, ou Pré Pinson dans sa partie amont, d'une longueur totale de 9,47 km, prend sa source sur le territoire de l'ancienne commune de Cantillac et se jette dans le Boulou en rive gauche en limite des anciennes communes de La Gonterie-Boulouneix et Saint-Julien-de-Bourdeilles, face à Paussac-et-Saint-Vivien,. Il coule intégralement sur le territoire de Brantôme-en-Périgord.
Affluent de rive droite du Boulou, le Jallieu baigne l'ouest de la commune sur 600 mètres. Son affluent de rive gauche, la Paulette, sert de limite communale au nord-ouest sur 650 mètres, face à Saint-Félix-de-Bourdeilles.
Affluent de rive droite de la Dronne, le Libourny arrose la commune sur plus de trois kilomètres.

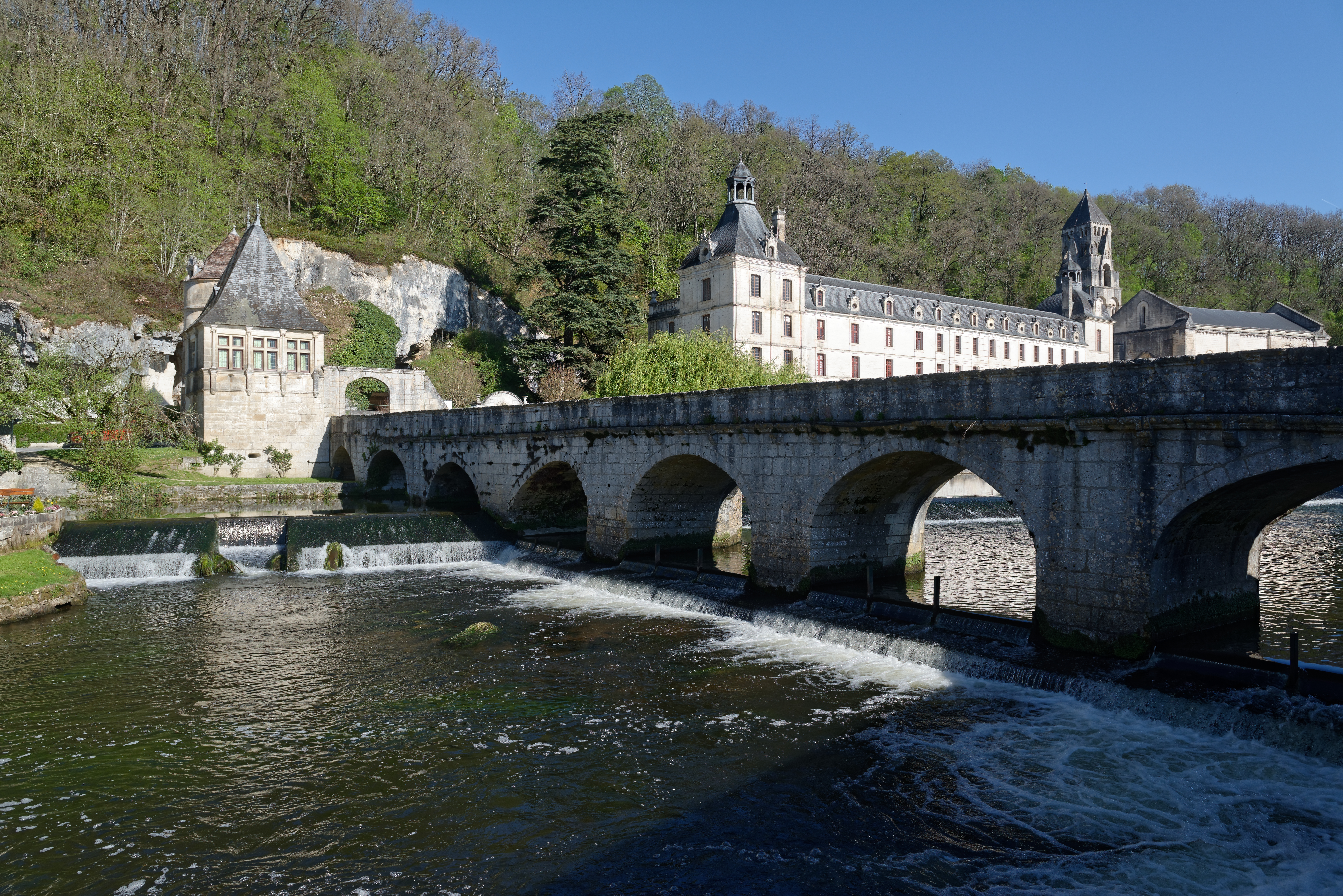
Le pont coudé de Brantôme sur la Dronne.
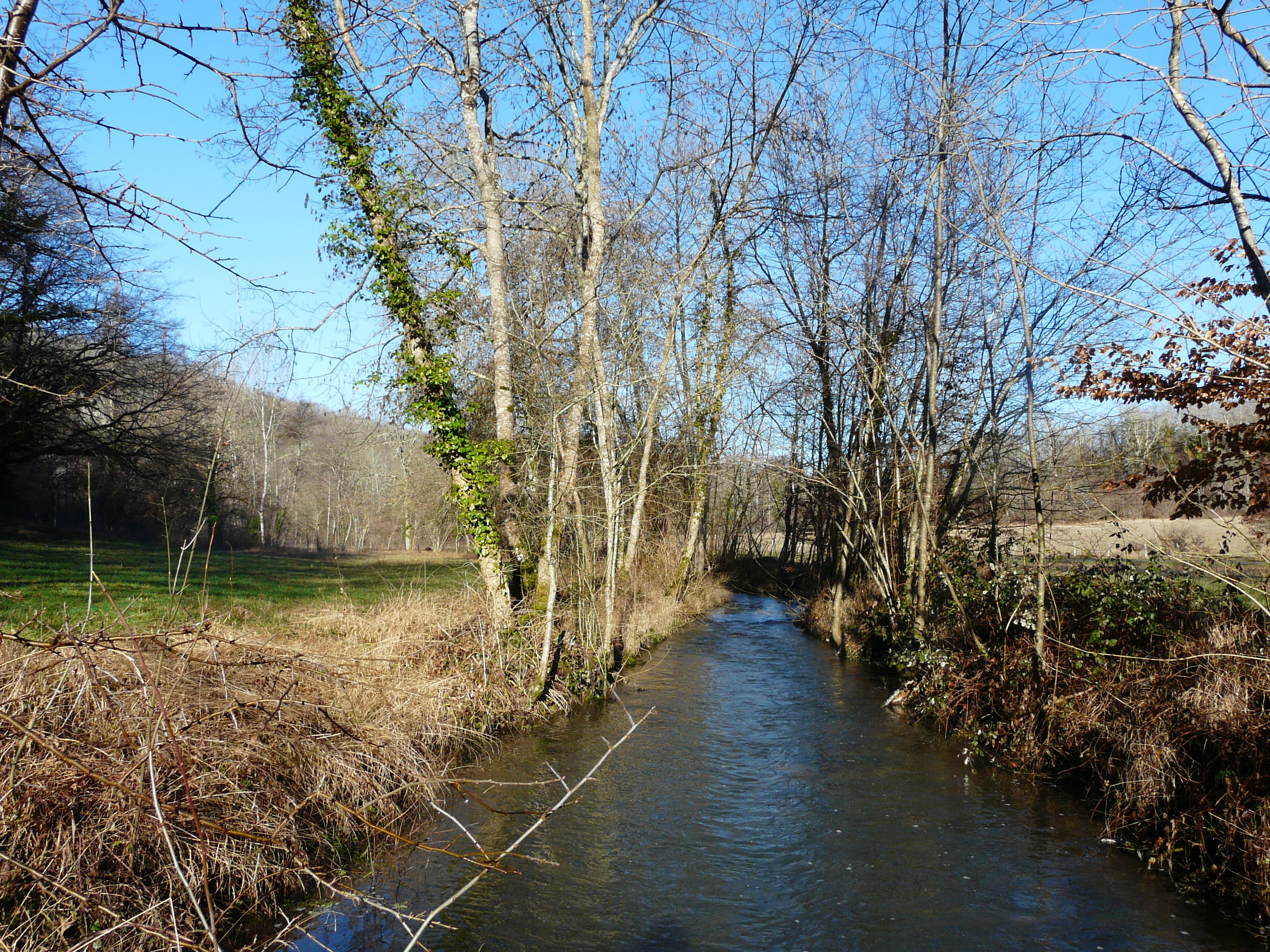
Au sud du lieu-dit Tabaterie, le Boulou marque la limite entre Paussac-et-Saint-Vivien (à gauche) et Brantôme-en-Périgord.
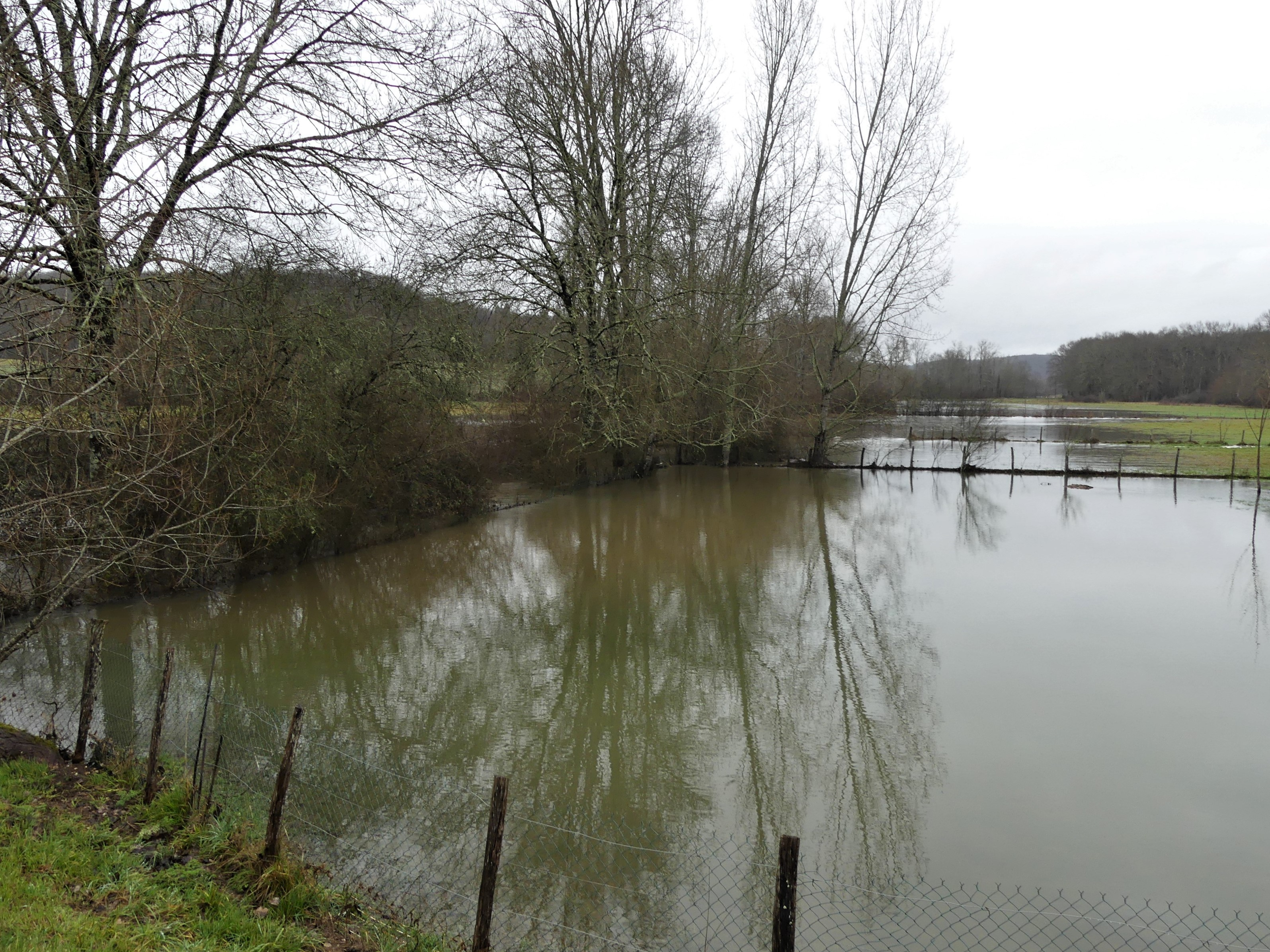
Crue du Boulou au niveau de la route départementale 939, à Saint-Crépin-de-Richemont.
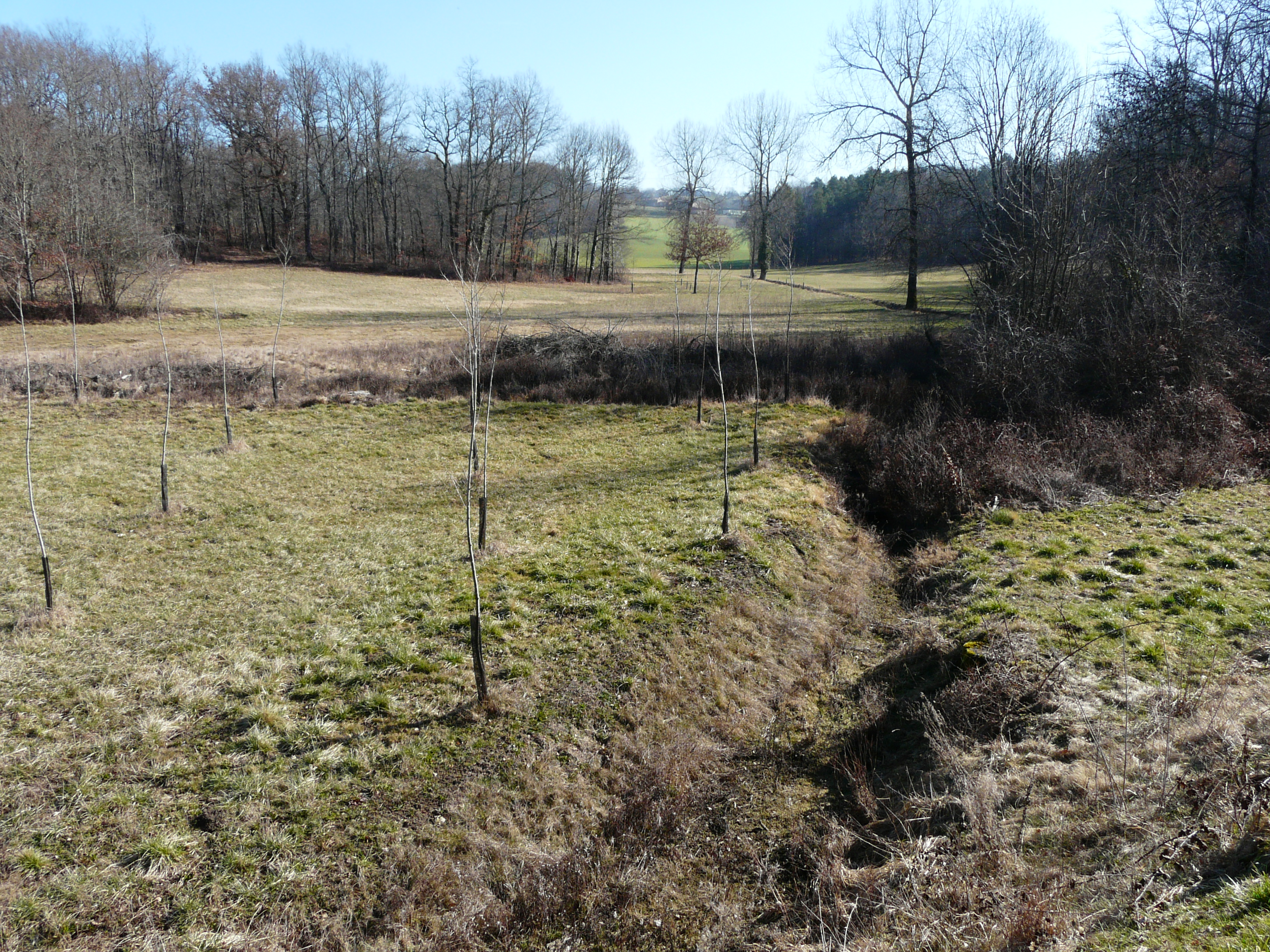
Le Pré Pinson à sec, à Cantillac.
Réseaux hydrographique et routier de Brantôme-en-Périgord.

#### Gestion et qualité des eaux
Le territoire communal est couvert par le schéma d'aménagement et de gestion des eaux (SAGE) « Isle - Dronne ». Ce document de planification, dont le territoire regroupe les bassins versants de l'Isle et de la Dronne, d'une superficie de 7 500 km2, a été approuvé le 2 août 2021. La structure porteuse de l'élaboration et de la mise en œuvre est l'établissement public territorial de bassin de la Dordogne (EPIDOR). Il définit sur son territoire les objectifs généraux d’utilisation, de mise en valeur et de protection quantitative et qualitative des ressources en eau superficielle et souterraine, en respect des objectifs de qualité définis dans le troisième SDAGE  du Bassin Adour-Garonne qui couvre la période 2022-2027, approuvé le 10 mars 2022.
La qualité des eaux de baignade et des cours d’eau peut être consultée sur un site dédié géré par les agences de l’eau et l’Agence française pour la biodiversité.

### Climat
Pour des articles plus généraux, voir Climat de la Nouvelle-Aquitaine et Climat de la Dordogne.
Historiquement, la commune est exposée à un climat océanique aquitain.
En 2020, Météo-France publie une typologie des climats de la France métropolitaine dans laquelle la commune est exposée à un climat océanique altéré et est dans la région climatique  Aquitaine, Gascogne, caractérisée par une pluviométrie abondante au printemps, modérée en automne, un faible ensoleillement au printemps, un été chaud (19,5 °C), des vents faibles, des brouillards fréquents en automne et en hiver et des orages fréquents en été (15 à 20 jours).
Pour la période 1971-2000, la température annuelle moyenne est de 12,1 °C, avec  une amplitude thermique annuelle de 15,2 °C. Le cumul annuel moyen de précipitations est de 919 mm, avec 12,6 jours de précipitations en janvier et 6,9 jours en juillet. Pour la période 1991-2020, la température moyenne annuelle observée sur la station météorologique la plus proche, située sur la commune de Saint-Martin-de-Fressengeas à 17 km à vol d'oiseau, est de 12,4 °C et le cumul annuel moyen de précipitations est de 1 050,4 mm,. Pour l'avenir, les paramètres climatiques de la commune estimés pour 2050 selon différents scénarios d’émission de gaz à effet de serre sont consultables sur un site dédié publié par Météo-France en novembre 2022.

### Milieux naturels et biodiversité

#### Parc naturel
Parmi les huit communes fondatrices de la commune nouvelle, une seule, Saint-Crépin-de-Richemont, fait partie du parc naturel régional Périgord-Limousin.

#### ZNIEFF
La zone naturelle d'intérêt écologique, faunistique et floristique (ZNIEFF) de type I « landes des Trois Pierres » qui s'étend sur 513 hectares est très marginalement comprise dans le territoire de Brantôme-en-Périgord (ancienne commune de Saint-Crépin-de-Richemont). Le reste fait partie du territoire de Mareuil en Périgord (anciennes communes de Champeaux-et-la-Chapelle-Pommier et de Monsec). Trois espèces déterminantes de rapaces y ont été recensées : le Busard cendré (Circus pygargus), le Busard des roseaux (Circus aeruginosus) et le Busard Saint-Martin (Circus cyaneus) et trois autres de plantes : Droséra à feuilles rondes (Drosera rotundifolia), Narthécie des marais (Narthecium ossifragum) et Trompette de Méduse (Narcissus bulbocodium),. De plus, quatre espèces de mammifères, 50 d'autres oiseaux et 73 autres plantes y ont été recensées.
Toujours sur le territoire de Saint-Crépin-de-Richemont, à environ un kilomètre et demi à l'est des landes des Trois Pierres, au sud du château de Bagatelle, une autre ZNIEFF de type I, la « zone tourbeuse du Bois d'Enfer »,, est un site de cinq hectares propice à la pousse d'une espèce déterminante floristique : la Droséra à feuilles rondes (Drosera rotundifolia). Dans les années 1990 et 2000, quatre espèces de libellules y ont été recensées ainsi que 39 autres espèces de plantes et deux genres de plantes non détaillés.
Sur le territoire de Saint-Crépin-de-Richemont, sur deux kilomètres en amont du château de la Barde, le Boulou, sa vallée, ses coteaux et la partie aval de ses affluents font partie d'une ZNIEFF de type I « Réseau hydrographique et coteaux du Boulou amont » qui concerne également les deux autres communes en amont, Sceau-Saint-Angel et La Chapelle-Montmoreau,.
Vingt-deux espèces déterminantes y ont été répertoriées :
- cinq amphibiens : l'Alyte accoucheur (Alytes obstetricans), la Grenouille rousse (Rana temporaria), le Pélodyte ponctué (Pelodytes punctatus), la Rainette verte (Hyla arborea), le Sonneur à ventre jaune (Bombina variegata) et le Triton marbré (Triturus marmoratus) ;
- un crustacé, l'Écrevisse à pattes blanches (Austropotamobius pallipes) ;
- quinze espèces d'insectes : l'Agrion de Mercure (Coenagrion mercuriale), l'Azuré de la faucille (Cupido alcetas), l'Azuré du serpolet (Phengaris arion), le Cordulégastre annelé (Cordulegaster boltonii), le Cuivré des marais (Lycaena dispar), le Damier de la succise (Euphydryas aurinia), le Fourmilion commun (Myrmeleon formicarius), le Gomphe vulgaire (Gomphus vulgatissimus), le Lepture erratique (Judolia erratica (en)), la Milésie faux-frelon (Milesia crabroniformis), le Miroir (Heteropterus morpheus), Musaria rubropunctata, l'Onychogomphe à crochets (Onychogomphus uncatus), le Petit mars changeant (Apatura ilia) et le Sphinx de l'épilobe (Proserpinus proserpina) ;
- un reptile, l'Orvet (Anguis fragilis).

De très nombreuses autres espèces animales ou végétales y ont été recensées : six amphibiens, six reptiles, 79 oiseaux, 229 insectes, et dix espèces de plantes.
Le territoire des anciennes communes de La Gonterie-Boulouneix, Saint-Crépin-de-Richemont et Saint-Julien-de-Bourdeilles est arrosé par le Boulou ; sa vallée, la partie aval de ses affluents le Belaygue et le Jallieu, ainsi que leurs coteaux, forment une autre ZNIEFF de type I « Réseau hydrographique et coteaux du Boulou aval », présentant une importante variété faunistique,.
Trente espèces déterminantes y sont répertoriées :
- dix insectes : l'Agrion de Mercure (Coenagrion mercuriale), l'Azuré de la faucille (Cupido alcetas), l'Azuré du serpolet (Phengaris arion), le Cordulégastre annelé (Cordulegaster boltonii), le Cuivré des marais (Lycaena dispar), le Damier de la succise (Euphydryas aurinia), le Gomphe vulgaire (Gomphus vulgatissimus), le Lepture erratique Judolia erratica (en), l'Onychogomphe à crochets (Onychogomphus uncatus) et le Petit mars changeant (Apatura ilia) ;
- sept mammifères : la Genette commune (Genetta genetta), la Loutre d'Europe (Lutra lutra), le Vison d'Europe (Mustela lutreola), ainsi que quatre espèces de chauves-souris : Grand rhinolophe (Rhinolophus ferrumequinum), Noctule commune (Nyctalus noctula), Petit rhinolophe (Rhinolophus hipposideros) et Vespertilion de Bechstein (Myotis bechsteinii) ;
- sept oiseaux : le Cincle plongeur (Cinclus cinclus), le Faucon pèlerin (Falco peregrinus), le Hibou moyen-duc (Asio otus), le Moineau soulcie (Petronia petronia), le Pic mar (Dendrocopos medius), le Pic noir (Dryocopus martius) et le Pigeon colombin (Columba oenas).
- les mêmes cinq amphibiens que dans la ZNIEFF amont : l'Alyte accoucheur (Alytes obstetricans), la Grenouille rousse (Rana temporaria), le Pélodyte ponctué (Pelodytes punctatus), la Rainette verte (Hyla arborea), le Sonneur à ventre jaune (Bombina variegata) et le Triton marbré (Triturus marmoratus) ;
- une tortue, la Cistude (Emys orbicularis).

Deux plantes rares :  la Colchique d'automne (Colchicum autumnale) et la Fritillaire pintade (Fritillaria meleagris), y sont également présentes.
De très nombreuses autres espèces animales ou végétales y ont été recensées : cinq amphibiens, cinq reptiles, 69 oiseaux, 307 insectes ainsi que 40 plantes.
Ces deux ZNIEFF du Boulou (amont et aval) font partie d'une ZNIEFF de type II plus vaste « Vallée et coteaux du Boulou » représentant la quasi-totalité du cours du Boulou, depuis sa source jusqu'à la route départementale 106, 200 mètres avant sa confluence avec la Dronne,,.
La vallée du Boulou représente « un intérêt national » par la « richesse exceptionnelle » en espèces d'insectes — notamment en Lépidoptères et en Odonates — répertoriées dans ces trois ZNIEFF.

## Urbanisme

### Typologie
Au 1er janvier 2024, Brantôme-en-Périgord est catégorisée commune rurale à habitat très dispersé, selon la nouvelle grille communale de densité à 7 niveaux définie par l'Insee en 2022.
Elle est située hors unité urbaine et hors attraction des villes,.

### Villages, hameaux et lieux-dits
Outre la ville de Brantôme et les bourgs proprement dits des sept autres communes fondatrices, le territoire se compose d'autres villages ou hameaux, ainsi que de lieux-dits détaillés sur les pages suivantes : Brantôme, Cantillac, Eyvirat, La Gonterie-Boulouneix, Saint-Crépin-de-Richemont, Saint-Julien-de-Bourdeilles, Sencenac-Puy-de-Fourches et Valeuil.

### Prévention des risques
Le territoire de la commune de Brantôme-en-Périgord est vulnérable à différents aléas naturels : météorologiques (tempête, orage, neige, grand froid, canicule ou sécheresse), inondations, feux de forêts, mouvements de terrains et séisme (sismicité très faible). Un site publié par le BRGM permet d'évaluer simplement et rapidement les risques d'un bien localisé soit par son adresse soit par le numéro de sa parcelle.
Certaines parties du territoire communal sont susceptibles d’être affectées par le risque d’inondation par débordement de cours d'eau, notamment la Côle, la Dronne et le Boulou. La commune a été reconnue en état de catastrophe naturelle au titre des dommages causés par les inondations et coulées de boue survenues en 1982, 1983, 1993, 1998, 1999 et 2007,. Le risque inondation est pris en compte dans l'aménagement du territoire de la commune par le biais du plan de prévention des risques inondation (PPRI) de la « vallée de la Dronne », couvrant 19 communes et approuvé le 31 janvier 2014, pour les crues de la Dronne,.
Brantôme-en-Périgord est exposée au risque de feu de forêt. L’arrêté préfectoral du 14 mars 2013 fixe les conditions de pratique des incinérations et de brûlage dans un objectif de réduire le risque de départs d’incendie. À ce titre, des périodes sont déterminées : interdiction totale du 15 février au 15 mai et du 15 juin au 15 octobre, utilisation réglementée du 16 mai au 14 juin et du 16 octobre au 14 février. En septembre 2020, un plan inter-départemental de protection des forêts contre les incendies (PidPFCI) a été adopté pour la période 2019-2029,.

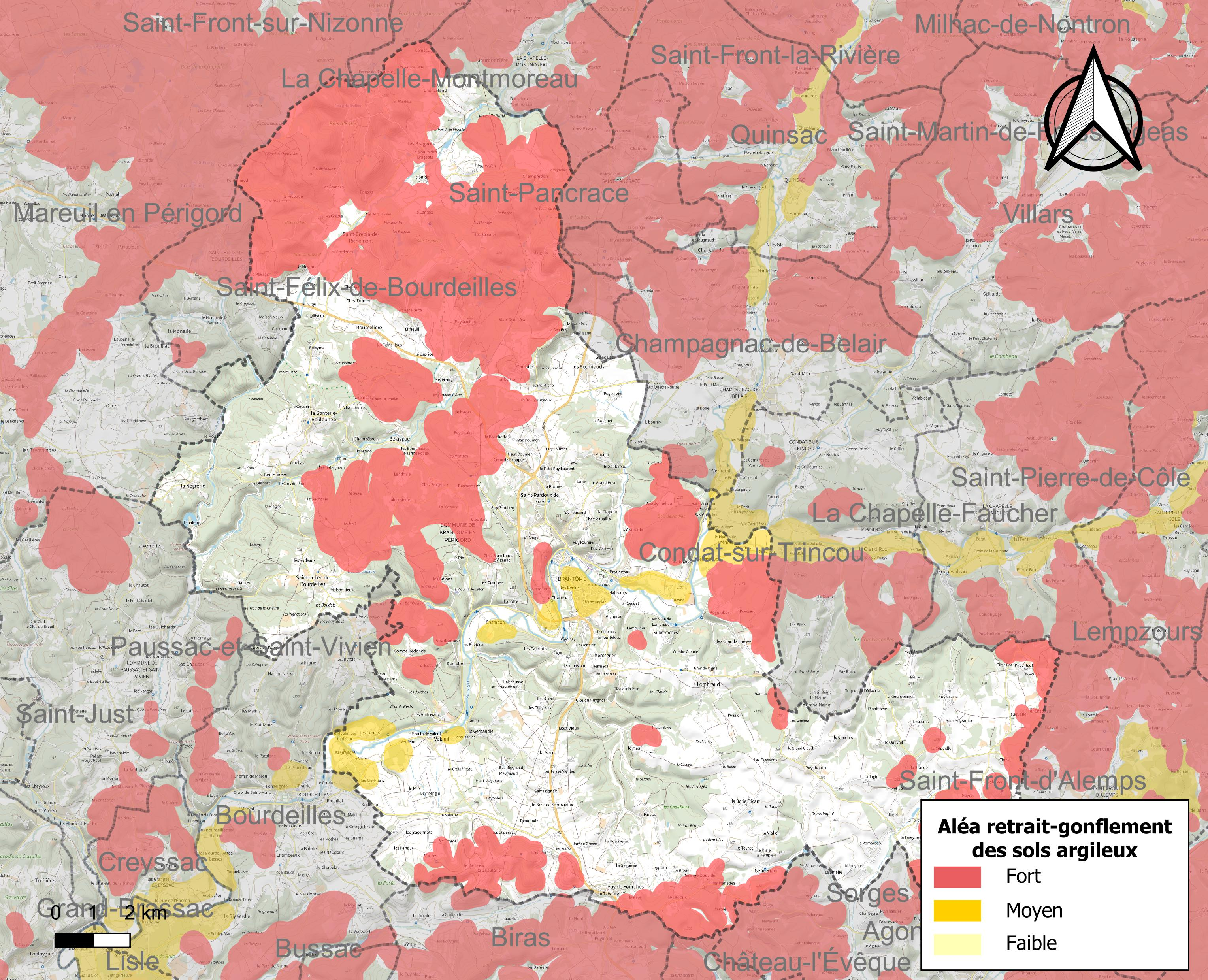
Carte des zones d'aléa retrait-gonflement des sols argileux de Brantôme-en-Périgord.

Les mouvements de terrains susceptibles de se produire sur la commune sont des affaissements et effondrements liés aux cavités souterraines (hors mines) et des tassements différentiels. Afin de mieux appréhender le risque d’affaissement de terrain, un inventaire national permet de localiser les éventuelles cavités souterraines sur la commune. Le retrait-gonflement des sols argileux est susceptible d'engendrer des dommages importants aux bâtiments en cas d’alternance de périodes de sécheresse et de pluie. 37,8 % de la superficie communale est en aléa moyen ou fort (58,6 % au niveau départemental et 48,5 % au niveau national métropolitain). Depuis le 1er octobre 2020, en application de la loi ÉLAN, différentes contraintes s'imposent aux vendeurs, maîtres d'ouvrages ou constructeurs de biens situés dans une zone classée en aléa moyen ou fort,.

## Histoire
La création de la nouvelle commune, entérinée par l'arrêté du 14 décembre 2015, est effective le 1er janvier 2016, entraînant la transformation des deux anciennes communes, Brantôme et Saint-Julien-de-Bourdeilles, en communes déléguées.
Au 1er janvier 2019, la commune fusionne avec six autres communes pour former la commune nouvelle (élargie) de Brantôme-en-Périgord. À cette date, les sept communes fondatrices deviennent communes déléguées.

## Politique et administration

### Rattachements administratifs et électoraux
À sa création en 2016, la commune de Brantôme-en-Périgord dépend de l'arrondissement de Périgueux puis est rattachée en 2017 à l'arrondissement de Nontron,.
Sur le plan électoral, elle est le bureau centralisateur du canton de Brantôme qui prend le nom de canton de Brantôme en Périgord en 2020, et dépend de la 3e circonscription législative.

### Intercommunalité
À sa création en 2016, Brantôme-en-Périgord fait partie de la communauté de communes Dronne et Belle.

### Administration municipale
En janvier 2016, le conseil municipal de la nouvelle commune est constitué de l'ensemble des conseillers municipaux des deux anciennes communes (dix-neuf pour Brantôme et sept pour Saint-Julien-de-Bourdeilles, soit un total de vingt-six). Le maire de la nouvelle commune est élu début 2016. Les maires des deux anciennes communes deviennent maires délégués.
En janvier 2019, avec l'arrivée de six nouvelles communes, le conseil municipal est composé de 54 conseillers répartis de la façon suivante :
- 25 pour Brantôme-en-Périgord (commune de 2016),
- 7 pour Valeuil,
- 5 pour Eyvirat et pour La Gonterie-Boulouneix,
- 4 pour Cantillac, Saint-Crépin-de-Richemont et Sencenac-Puy-de-Fourches.

La population de la commune étant comprise entre 3 500 et 4 999 habitants au recensement de 2017, vingt-sept conseillers municipaux auraient dû être élus en 2020. Cependant, s'agissant du premier renouvellement du conseil municipal d'une commune nouvelle, le nombre de conseillers élus est celui de la strate supérieure (théoriquement vingt-neuf), mais qui ne peut être inférieur au tiers de l'addition des conseillers municipaux élus lors du précédent renouvellement général des conseils municipaux, conformément à l'article L. 2121-2, dans chaque commune regroupée avant la création de la commune nouvelle, arrondi à l'entier supérieur et augmenté d'une unité en cas d'effectif pair, ce qui se traduit par 31 conseillers municipaux (détail : 19 conseillers pour 1 commune + 11 conseillers pour 6 communes + 7 conseillers pour 1 commune = 92, divisé par 3 = 30,66, arrondi à l'unité supérieure = 31).

### Communes fondatrices
Fondée au 1er janvier 2016 à partir des deux communes de Brantôme et Saint-Julien-de-Bourdeilles, Brantôme-en-Périgord s'élargit au 1er janvier 2019 par l'adjonction de six autres communes.
| Nom                         | Code Insee | Intercommunalité   | Superficie (km2) | Population (dernière pop. légale) | Densité (hab./km2) |
| --------------------------- | ---------- | ------------------ | ---------------- | --------------------------------- | ------------------ |
| Brantôme (siège)            | 24064      | CC Dronne et Belle | 34,65            | 2 156 (2015)                      | 62                 |
| Saint-Julien-de-Bourdeilles | 24430      | CC Dronne et Belle | 5,95             | 85 (2015)                         | 14                 |
| Cantillac                   | 24079      | CC Dronne et Belle | 8,12             | 189 (2016)                        | 23                 |
| Eyvirat                     | 24170      | CC Dronne et Belle | 17,95            | 292 (2016)                        | 16                 |
| La Gonterie-Boulouneix      | 24198      | CC Dronne et Belle | 11,79            | 249 (2016)                        | 21                 |
| Saint-Crépin-de-Richemont   | 24391      | CC Dronne et Belle | 25,58            | 222 (2016)                        | 8,7                |
| Sencenac-Puy-de-Fourches    | 24530      | CC Dronne et Belle | 10,79            | 234 (2016)                        | 22                 |
| Valeuil                     | 24561      | CC Dronne et Belle | 18,50            | 352 (2016)                        | 19                 |

### Liste des maires
Précédemment installée dans les locaux de l'ancienne abbaye, la mairie se situe depuis juillet 2025 dans des locaux neufs, place du Champ-de-Foire.
| Période                          | Période  | Identité         | Étiquette | Qualité                                                              |
| -------------------------------- | -------- | ---------------- | --------- | -------------------------------------------------------------------- |
| janvier 2016 (réélue en mai 2020 | En cours | Monique Ratinaud | DVD       | Avocate Réélue maire de la commune nouvelle pour le mandat 2019-2020 |

### Politique environnementale
Dans son palmarès 2022, le Conseil national de villes et villages fleuris de France a attribué deux fleurs à Brantôme.

## Équipements et services publics

### Espace France Services
Un espace France Services est inauguré fin avril 2022 à Brantôme, place du Champ-de-Foire ; il regroupe des permanences de l'Agence départementale pour l'information sur le logement (ADIL), de l'Agence nationale des titres sécurisés (ANTS), de la Caisse d'allocations familiales (CAF), de la Caisse primaire d'assurance maladie (CPAM), du Centre départemental d'information des droits des femmes et des familles (CIDFF), de la Mutualité sociale agricole (MSA), ainsi que d'un conciliateur de justice.

### Justice
Dans le domaine judiciaire, Brantôme-en-Périgord relève : 
- du tribunal judiciaire, du tribunal pour enfants, du conseil de prud'hommes et du tribunal de commerce de Périgueux ;
- du pôle Nationalité du tribunal judiciaire de Périgueux (compétent uniquement dans le domaine de la nationalité) ;
- de la cour d'appel, du tribunal administratif et de la  cour administrative d'appel de Bordeaux.

## Population et société

### Démographie
L'évolution du nombre d'habitants est connue à travers les recensements de la population effectués dans la commune depuis sa création.

En 2022, la commune comptait 3 748 habitants.
| 2019  | 2020  | 2021  | 2022  |
| ----- | ----- | ----- | ----- |
| 3 670 | 3 694 | 3 721 | 3 748 |

### Manifestations culturelles et festivités
- Carnaval de Brantôme en mars.

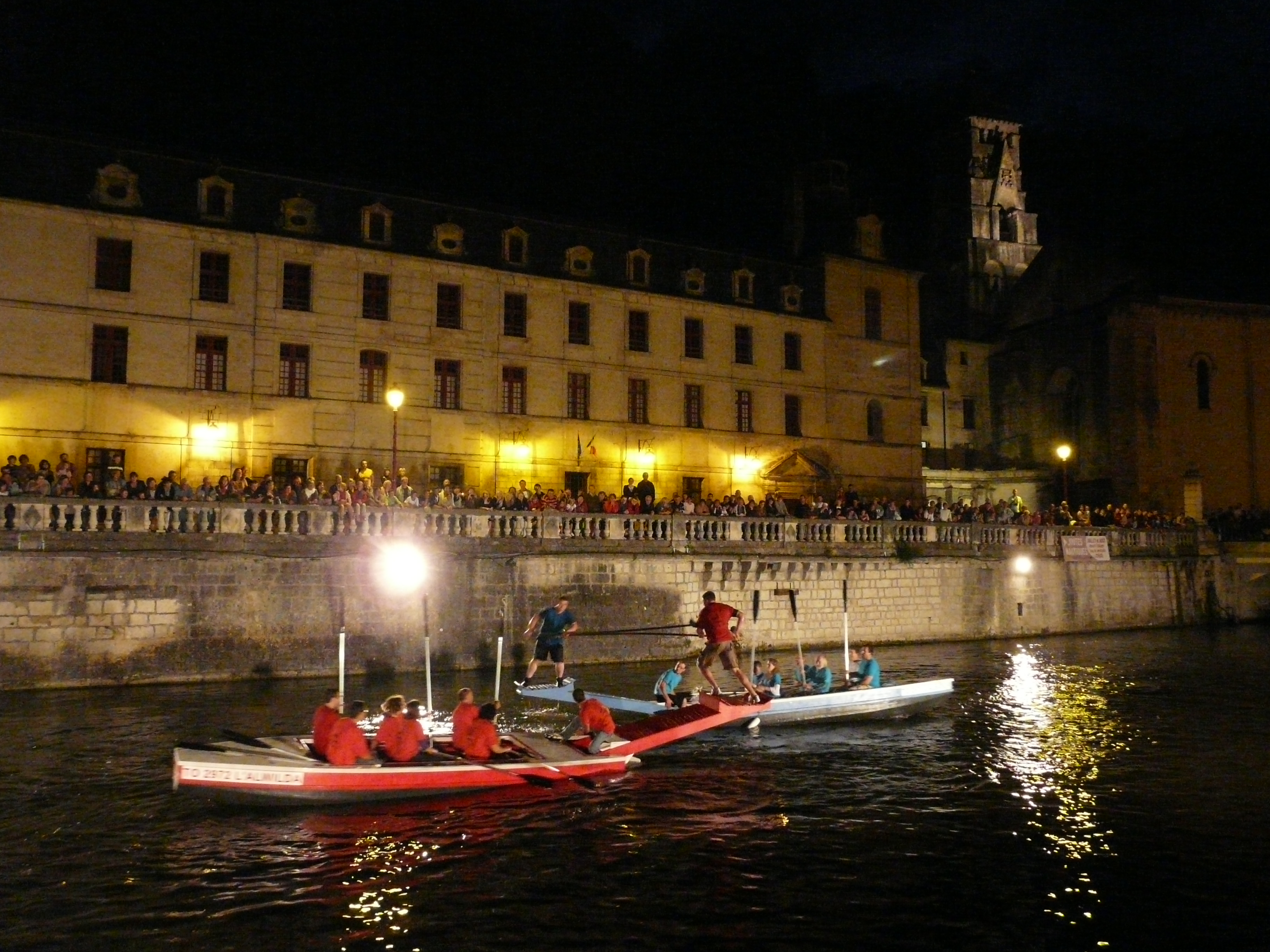
Joute nautique nocturne devant l'abbaye, en août 2010.

- Joutes nautiques sur la Dronne en juillet-août[81].
- Marché de potiers « Au fil de l'eau » début août (9e édition en 2025)[82].
- Festival Sinfonia en Périgord, consacré à la musique baroque, en août.

## Économie

### Emploi
En 2018, sur le territoire correspondant à Brantôme-en-Périgord dans sa configuration de 2019, parmi la population communale comprise entre 15 et 64 ans, les actifs représentaient 1 560 personnes, soit 42,3 % de la population municipale. Il y avait 173 chômeurs, soit un taux de chômage de cette population active de 11,1 %.

### Établissements
Au 31 décembre 2015, sur ce même territoire, il y avait 525 établissements, dont 317 au niveau des commerces, transports ou services, 73 relatifs au secteur administratif, à l'enseignement, à la santé ou à l'action sociale, 60 dans l'industrie, 46 dans la construction, et 29 dans l'agriculture, la sylviculture ou la pêche.

### Entreprises
Dans le secteur industriel, parmi les entreprises dont le siège social est en Dordogne, la société « Euroflash impression » (fabrication de cartonnages) située à Brantôme-en-Périgord se classe en 48e position quant au chiffre d'affaires hors taxes en 2015-2016, avec 4 347 k€.
Installée à Brantôme depuis 1978, l'entreprise « Font Vendôme » fabrique des fourgons aménagés et emploie 270 personnes début 2021, dont une soixantaine d'intérimaires. En 2020, 43 % de sa production a été exportée.

### Tourisme
À compter du 17 août 2016 et pour une durée de cinq ans, Brantôme-en-Périgord est déclarée commune touristique, en même temps que cinq autres communes de la communauté de communes Dronne et Belle (Bourdeilles, La Chapelle-Faucher, Mareuil, Saint-Crépin-de-Richemont et Villars).

## Culture locale et patrimoine

### Lieux et monuments
- Abbaye Saint-Pierre de Brantôme : abbaye bénédictine avec le plus vieux clocher de France.
- Grottes de Brantôme : grottes troglodytiques avec sculptures du XVe au XVIIe siècle situées à l'arrière de l'abbaye.
- Fontaine Médicis : fontaine avec statue du buste de Pierre de Bourdeilles.
- Jardins des moines : parc au bord de la Dronne.
- Dolmen de Peyrelevade.
- Château de Richemont : château Renaissance qui a appartenu à la famille de Bourdeilles.
- Les jardins Tranquilles.
- Ouvert en 2023, le Bimbillou parc est un site touristique troglodyte ; en 2024, il a accueilli 8 500 visiteurs et obtenu en octobre la médaille de bronze décernée par la Société d'encouragement au progrès[89].

Brantôme est surnommée la Venise du Périgord à cause de la rivière Dronne qui entoure le centre-ville.

## Pour approfondir